# Мучча
Мучча (итал. Muccia) — коммуна в Италии, располагается в регионе Марке, в провинции Мачерата.
Население составляет 888 человек (2008 г.), плотность населения составляет 36 чел./км². Занимает площадь 25 км². Почтовый индекс — 62034. Телефонный код — 0737.
Покровителем населённого пункта считается священномученик Власий Севастийский (San Biagio), празднование 3 февраля.

## Демография
Динамика населения:

## Администрация коммуны
- Официальный сайт: http://www.comune.muccia.mc.it/SINPV2/Aspx/_comuni/Home.aspx (недоступная+ссылка)